# Tacarigua de la Laguna
Tacarigua de la Laguna es una población del Estado Miranda, Venezuela, ubicada en la región conocida como Barlovento, es la capital de la parroquia del mismo nombre. Localizada en el Municipio Páez al sureste de Río Chico. Se posiciona a 4 m s. n. m.. Su temperatura media anual es de 27 °C. El principal sustento económico es el turismo, siendo conocida por sus hoteles y resorts.

## Ubicación
Se encuentra entre Río Chico al noroeste, el Mar Caribe al norte y al este, Machurucuto al sureste, la Laguna de Tacarigua al oeste y sur. 

## Festividades
Como todas las poblaciones, en esta localidad se realizan las siguientes festividades:
- Ferias del Lebranche, en honor a la Virgen de la Candelaria
- Carnaval - Semana Santa
- Día de la Virgen del Carmen Patrona de la Población
- Día de Virgen de los Desamparados
- Día de la Virgen del Valle
- Día de la Virgen María de Belén

### Eventos recientes
Al igual que otros municipios del Estado Miranda como Mamporal y San José, sufrió las consecuencias de las crecidas del Río Tuy durante los últimos días del mes de noviembre de 2010.

## Sitios de Referencia
- Playa Linda. Noroeste del pueblo.
- Playa Miami. Sureste del pueblo.